# Mohamed Mbougar Sarr
Mohamed Mbougar Sarr (Dakar, 1990. június 20. –) szenegáli író, aki La Plus Secrète Mémoire des hommes című regényéért 2021-ben elnyerte a Goncourt-díjat.

## Pályafutása
Apja orvos volt. Az író Diourbelben nőtt föl. Saint-Louis-i Prytanée militaire-ben végezte középiskolai tanulmányait. Ezt követően Franciaországba költözött és elvégezte a CPGE-t (classe préparatoire aux grandes écoles) a compiègne-i lycée Pierre-d'Ailly iskolában. Ezután beiratkozott a jónevű École des hautes études en sciences sociales (EHESS, Felső Szintű Társadalomtudományi Tanulmányok Iskolája) egyetemre, ahol szenegáli irodalommal foglalkozott, de disszertációját végül nem írta meg, mert idejét szépprózaírásnak szentelte.
La cale (2014) című, a rabszolga-kereskedelemről szóló novellája elnyerte a Prix Stéphane-Hessel díjat. 2015-es regénye, a Terre ceinte egy fiktív szaheli falu életét írja le, amely az iszlamista dzsihádista milíciák ellenőrzése alatt áll. Ugyanebben az évben a genfi Salon du livre-en elnyerte a Prix Ahmadou-Kourouma díjat. Saint-Denis de La Réunion városának 2015-ös Grand prix du roman métis díját is elnyerte, valamint a 2015-ös Prix du roman métis des lycéens-t. 
A 2017-es Jeux de la Francophonie-n irodalom kategóriában bronzérmet kapott Ndënd című novellájáért.
Második regénye, a Silence du chœur (2017), amely a szicíliai afrikai bevándorlók mindennapjait mutatja be, a Saint-Malóban megrendezett Étonnants Voyageurs fesztiválon elnyerte a prix littérature monde díjat.
2021 novemberében elnyerte a Goncourt-díjat La plus secrète mémoire des hommes (Az emberek legtitkosabb emlékezete) című regényéért. Ő az első szubszaharai afrikai, aki elnyerte e rangos díjat. 31 évével ő a legfiatalabb Goncourt-díjas Patrick Grainville 1976-os győzelme óta.

## Művei
- 2014: La cale
- 2015: Terre ceinte (Éditions Présence Africaine)
  - 2021: Brotherhood (Europa Editions)
- 2017: Silence du chœur (Éditions Présence Africaine)
- 2018: De purs hommes (Éditions Philippe Rey)
- 2021: La plus secrète mémoire des hommes ('The Most Secret Memory of Men') (Éditions Philippe Rey / Jimsaan)

### Magyarul
- Az emberek legtitkosabb emlékezete; ford. Bognár Róbert; Park, Budapest, 2022
- Ugyanolyan emberek; ford. Balla Katalin; Park, Budapest, 2024

## Fordítás
Ez a szócikk részben vagy egészben  a   Mohamed Mbougar Sarr című angol Wikipédia-szócikk fordításán alapul.  Az eredeti cikk szerkesztőit annak laptörténete sorolja fel. Ez a jelzés csupán a megfogalmazás eredetét és a szerzői jogokat jelzi, nem szolgál a cikkben szereplő információk forrásmegjelöléseként.